# Sportovní gymnastika na Letních olympijských hrách 1936
Sportovní gymnastika na Letních olympijských hrách 1936.

## Medailisté

### Muži
| Soutěž                | Zlato | Stříbro | Bronz |
| --------------------- | --- | --- | --- |
| Víceboj – jednotlivci | Alfred Schwarzmann · Německo (GER) | Eugen Mack · Švýcarsko (SUI) | Konrad Frey · Německo (GER) |
| Víceboj – družstva    | Německo (GER) · Franz Beckert · Konrad Frey · Alfred Schwarzmann · Willi Stadel · Inno Stangl · Walter Steffens · Matthias Volz · Ernst Winter | Švýcarsko (SUI) · Walter Bach · Albert Bachmann · Walter Beck · Eugen Mack · Georges Miez · Michael Reusch · Eduard Steinemann · Josef Walter | Finsko (FIN) · Mauri Nyberg-Noroma · Veikko Pakarinen · Aleksanteri Saarvala · Heikki Savolainen · Esa Seeste · Einari Teräsvirta · Eino Tukiainen · Martti Uosikkinen |
| Prostná               | Georges Miez · Švýcarsko (SUI) | Josef Walter · Švýcarsko (SUI) | Konrad Frey · Německo (GER) Eugen Mack · Švýcarsko (SUI) |
| Hrazda                | Aleksanteri Saarvala · Finsko (FIN) | Konrad Frey · Německo (GER) | Alfred Schwarzmann · Německo (GER) |
| Bradla                | Konrad Frey · Německo (GER) | Michael Reusch · Švýcarsko (SUI) | Alfred Schwarzmann · Německo (GER) |
| Kůň našíř             | Konrad Frey · Německo (GER) | Eugen Mack · Švýcarsko (SUI) | Albert Bachmann · Švýcarsko (SUI) |
| Kruhy                 | Alois Hudec · Československo (TCH) | Leon Štukelj · Jugoslávie (YUG) | Matthias Volz · Německo (GER) |
| Přeskok               | Alfred Schwarzmann · Německo (GER) | Eugen Mack · Švýcarsko (SUI) | Matthias Volz · Německo (GER) |

### Ženy
| Soutěž             | Zlato | Stříbro | Bronz |
| ------------------ | --- | --- | --- |
| Víceboj – družstva | Německo (GER) · Anita Bärwirth · Erna Bürger · Isolde Frölian · Friedl Iby · Trudi Meyer · Paula Pöhlsen · Julie Schmitt · Käthe Sohnemann | Československo (TCH) · Jaroslava Bajerová · Vlasta Děkanová · Božena Dobešová · Vlasta Foltová · Anna Hřebřinová · Matylda Pálfyová · Zdeňka Veřmiřovská · Marie Větrovská | Maďarsko (HUN) · Margit Csillik · Margit Kalocsai · Ilona Madary · Gabriella Mészáros · Margit Nagy · Olga Tőrös · Judit Tóth · Eszter Voit |

## Přehled medailí
| Pořadí | Země                 | Zlato | Stříbro | Bronz | Celkově |
| ------ | -------------------- | ----- | ------- | ----- | ------- |
| 1.     | Německo (GER)        | 6     | 1       | 6     | 13      |
| 2.     | Švýcarsko (SUI)      | 1     | 6       | 2     | 9       |
| 3.     | Československo (TCH) | 1     | 1       | 0     | 2       |
| 4.     | Finsko (FIN)         | 1     | 0       | 1     | 2       |
| 5.     | Jugoslávie (YUG)     | 0     | 1       | 0     | 1       |
| 6.     | Maďarsko (HUN)       | 0     | 0       | 1     | 1       |
| Celkem | Celkem               | 9     | 9       | 10    | 28      |